# Stocksbridge
Stocksbridge è una città di 13.663 abitanti della contea del South Yorkshire, in Inghilterra.

## Storia
Fino all'inizio del XVIII secolo, l'area dove oggi sorge Stocksbridge era una valle con fitti boschi di caducifoglie che si estendeva da Midhopestones a nordovest fino a Deepcar all'estremità a sudest, ed era attraversata da un fiume, originariamente chiamato Hunshelf Water ma più tardi ribattezzato Little Don e conosciuto anche come Porter. Una strada sterrata, che collegava Sheffield con Manchester, correva attraverso i boschi lungo il fiume. C'erano allora solo poche case in pietra e qualche fattoria sparsa su entrambi i pendii della valle.
Nel 1716 John Stocks, un imprenditore e proprietario terriero locale, insediò una gualchiera per la follatura a metà della valle dove una golena, formatasi alla fine  dell'ultima era glaciale, si estendeva a sud ovest del fiume. Si dice che egli abbia costruito in questo punto un ponte pedonale sul fiume, probabilmente per permettere alla sua forza lavoro di raggiungere lo stabilimento venendo dalle case situate sul lato nord. Questo ponte in legno, chiamato Stocks' Bridge, diede il nome alla località, e così appare nella mappa del cartografo Thomas Jefferys del 1772, divenendo così il nome ufficiale del luogo. In varie occasioni questo ponte fu distrutto dalle piene, fino a quando venne sostituito da una struttura in pietra nel 1812.
Nel 1794 tre uomini d'affari, Jonathan Denton, Benjamin Grayson e Thomas Cannon, costruirono un grande cotonificio nel sito della precedente fabbrica di Stocks.
Verso il 1842 Samuel Fox, originario di Bradwell, prese in gestione lo stabilimento che si sarebbe successivamente sviluppato in quello che oggi è un centro siderurgico.
All'inizio usò la forza dell'acqua del fiume che era servita anche per i vicini mulini di Hunshelf e Deepcar, ma ben presto cominciò a sfruttare i giacimenti di carbone delle colline per alimentare macchine a vapore. 
Altre attività si stabilirono in questo luogo per utilizzare l'argilla scoperta nei dintorni e sorsero fabbriche di piastrelle, mattoni e tubi.
Verso la fine del XX secolo, in linea con la tendenza nazionale, il declino di queste industrie portò alla necessità di diversificare gli investimenti. Vennero costruite molte abitazioni poiché Stocksbridge divenne una città dormitorio, tuttavia il numero di abitanti andò diminuendo e la maggior parte delle case era occupata da persone singole e piccole famiglie.

## Sport

### Calcio
Il Stocksbridge Church F.C. è stata la prima squadra di calcio a rappresentare la città in FA Cup nel 1910.
L'attuale squadra locale è il Stocksbridge Park Steels Football Club nato nel 1986 dalla fusione tra Stocksbridge Works F.C. e Oxley Park Sports F.C. La squadra gioca nel campo di Bracken Moor, situato nella parte alta della valle. Prende parte alla Division One South della Northern Premier League.